# アーネスト・ウィリアム・ブラウン
アーネスト・ウィリアム・ブラウン（Ernest William Brown、1866年11月29日 – 1938年7月22日）は、イギリス生まれの数学者、天文学者である。おもにアメリカ合衆国で働いた。
月の運動を研究し、極めて正確な月の運行表を作成し、惑星の運動やトロヤ群の小惑星の軌道を計算した。

## 生涯
ヨークシャーのハルに生まれた。イースト・ライディング・カレッジからケンブリッジ大学のクライスト・カレッジで学び、ジョージ・ハワード・ダーウィンの指導のもとに研究を行った。1888年ジョージ・ウィリアム・ヒルの月の運動に関する論文を研究し、その後月の研究を行った。1889年にクライスト・カレッジの研究員となり、1891年に数学の修士号を得た後、アメリカ・ペンシルベニア州のハバフォード大学で働き1893年に数学の教授となった。
ハーバーフォード・カレッジで、月の理論を研究を続け、1896年の著書An Introductory Treatise on the Lunar Theoryのなかで、ヒル、ドロネー、ハンセンらの研究をレビューを行った。さらに研究を進め、新しい月の運動の理論を創造し、1897年から1908年の間に王立天文学会誌に発表した。
1907年にイェール大学の教授になり、月の運動を詳細に計算する組織をつくり、12年の歳月と多額の費用をかけて1919年にTables of the Motion of the Moonを出版した。この月の運行表は広くもちいられ、1984年にコンピュータによる現代的な方法が作られるまで用いられた。
1932年に引退するまでイェール大学で働き、月の運動の研究を続けた他、惑星の運動も研究し、クラレンス・シュック(Clarence Shook)とPlanetary Theoryを著した。1897年王立協会フェロー選出。

## 賞歴
- 王立天文学会ゴールドメダル (1907年)
- アダムズ賞 (1907年)
- ロイヤル・メダル（1914年）
- ブルース・メダル（1920年）
- ジェームズ・クレイグ・ワトソン・メダル（1936年）